# Massacres et violations des droits de l'homme en république démocratique du Congo entre 1994 et 2003
 (juin 2015).
Les Massacres et violations des droits de l'homme en république démocratique du Congo entre 1994 et 2003 résultent des différents conflits qui auraient causés, de manière directe ou indirecte, près de 3,9 millions de morts entre 1998 à 2004 en république démocratique du Congo (RDC) selon les estimations de l'organisation non gouvernementale International Rescue Committee (IRC) dans leur rapport de 2007, après le génocide des Tutsi au Rwanda (1994) puis durant la première guerre du Congo (1996-1997) et la deuxième guerre du Congo (1998-2003). 
Ces massacres et violations des droits de l'homme, ont fait l'objet d'une première tentative d'investigation dans les années 1996 et 1997, une mission de l'Organisation des Nations unies (ONU) est chargée d'enquêter sur les crimes de guerre commis en RDC, mais cette mission n'a pu être menée à bien que partiellement, du a des entraves empêchant une enquête totalement indépendante,.
À la suite de la découverte en 2005, de trois fosses communes dans le Rutshuru au Nord-Kivu, l'ONU met en place une nouvelle mission d'enquête, le Projet Mapping, afin d'enquêter de nouveau sur les massacres perpétrés en RDC entre 1993 et 2003. Le 1er octobre 2010, le rapport du Projet Mapping est publié,, il documente 617 incidents violents suggérant la possibilité que « de graves violations des droits de l’homme ou du droit international humanitaire aient été commises sur le territoire de la RDC entre mars 1993 et juin 2003 », mais depuis sa publication peu de ces crimes ont été jugés et les recommandations du rapport sont restées sans suite, ce que dénonce entre autres Denis Mukwege, prix Nobel de la paix 2018.
Ces massacres ont parfois donné lieu dans les médias à la dénomination de génocide congolais, souvent dans la perspective de confirmer la thèse du double génocide, qui présente les Hutu du Rwanda comme l'ethnie initialement opprimée, et selon laquelle, les massacres de Tutsi Rwandais, perpétrés de manière spontanée du côté hutu, surviennent en réaction à ceux planifiés et exécutés par le Front patriotique rwandais (FPR) lors de l'invasion du Rwanda par ces derniers. Cette approche est rejetée par des historiens comme Jean-Pierre Chrétien, Gérard Prunier ou Alison Des Forges.
La qualification en tant que génocide des massacres perpétrés à l'encontre des Hutu durant cette période n'a jamais été résolue, le principal obstacle à cette qualification vient de la constatation que les massacres survenus entre 1994 et 2003 en RDC sont divers, opérés par différents acteurs, aux mobiles variés même si le nombre de victimes et l'atrocité de certains massacres évoquent ce que le langage courant appelle génocide. Il reste qu'après la deuxième guerre du Congo,  98 % de la mortalité, selon l'IRC, est due à la malnutrition et au manque de soins dus à la situation de guerre, ainsi qu'a la perpétuation de l'insécurité durant la période du Gouvernement de transition (2003-2006) et de la guerre du Kivu.

## Historique
En 1994, la situation historique du Zaïre est caractérisée par la fin du règne de Mobutu :
- la déliquescence du régime du président Mobutu Sese Seko, la déstructuration de l'État hérité de la colonisation et la corruption des Forces Armées Zaïroises.
- la politique de certaines sociétés internationales, des transnationales opérant dans l'exploitation des matières premières (or, diamant, coltan, bois précieux, cuivre, etc.) appliquée en Afrique centrale depuis la colonisation, qui ont intérêt à la faiblesse des États pillés[réf. nécessaire].
- L'abandon du régime du président Mobutu par la Communauté Internationale[15], à la suite de l'effondrement du bloc communiste
- La réalité sociologique du Congo, 60 millions d'habitants parlant 250 langues sur un territoire sans infrastructures.

Selon l'IRC, le conflit au Congo est caractérisé par son « extrême violence, des déplacements massifs de populations, des viols à grande échelle et l'écroulement des soins de santé publics ». Le conflit a donc indirectement entraîné l'incapacité pour les populations à se faire soigner, et, selon l'IRC, « les graves conséquences du conflit sur la santé ressemblent à celles observées lors d'autres conflits de ces 20 dernières années, mais elles ont bien plus d'ampleur ».

### Conséquences au Zaïre du génocide des Tutsi au Rwanda de 1994
À la suite du génocide des Tutsi au Rwanda de 1994 qui a fait plus de 800 000 victimes, des centaines de milliers de réfugiés, la plupart hutus, vont fuir le Rwanda en quelques semaines, en direction du Zaïre. Parmi eux, se trouve aussi l'État génocidaire rwandais, son gouvernement et ses institutions, des miliciens interahamwe et les forces armées rwandaises (FAR) avec leurs armes, en fuite devant l'avancée du FPR. L'opération Turquoise, une intervention militaire française sous mandat de l'ONU, gère ce déplacement massif de population, sans opérer de désarmement, ni arrêter les génocidaires, le ministère des Affaires étrangères arguant que « notre mandat ne nous autorise pas à les arrêter de notre propre autorité ». Les réfugiés vont se regrouper dans d'énormes camps à l'Est du Zaïre, avec en leur sein tout le dispositif génocidaire rwandais qui souhaite reconquérir le Rwanda. 
Cet afflux migratoire et l'absence d'appui de la Communauté Internationale au Zaïre pour faire face aux besoins humanitaires générés par les déplacements de population fuyant les conflits, déstabilisent l'équilibre géopolitique de l'Est du pays.
La volonté de mettre fin aux attaques des génocidaires rwandais, opérants à partir des camps de réfugiés, vont mener le Général Paul Kagame à créer, en collaboration avec le gouvernement ougandais du président Yoweri Museveni, l'Alliance des Forces démocratiques pour la Libération du Congo (AFDL) à la tête de laquelle est placé Laurent-Désiré Kabila afin d'attaquer le Zaïre. La première guerre du Congo commence et va donner lieu à de nombreux massacres envers les populations civiles, qui se poursuivront durant la  deuxième guerre du Congo.

### Première guerre du Congo (fin 1996 à 1997)
La mission de l'ONU conduite par Robert Garreton en mai 1997 déclare le 11 juillet 1997 que les massacres des réfugiés semblent mériter la qualification de « crime contre l'humanité » et même peut-être de « génocide ».
Cette mission dut faire face au refus de l'AFDL d'accepter sa visite mais produisit néanmoins un rapport, d'abord pour l'assemblée générale (A/51/942), ensuite pour la Commission des droits de l'homme (E/CN.4/1998/64).
La mission s'interroge sur la qualification de génocide des témoignages reçus
Par ailleurs la mission a souligné que les témoignages recueillis faisaient apparaître de graves violations du droit humanitaire commises principalement par les forces de l'AFDL, mais aussi par les autres parties en conflit.

### Deuxième guerre du Congo (1998-2003)
Afin de faire respecter l'accord de cessez-le-feu de Lusaka et de protéger les populations civiles, le Conseil de sécurité autorise durant la deuxième guerre du Congo par la résolution 1279 du 30 novembre 1999 la création de la Mission de l'Organisation des Nations unies en république démocratique du Congo, (MONUC), chargée de protéger les populations civiles congolaises. Durant la deuxième guerre du Congo, l'Organisation des Nations unies autorise par la résolution 1484 du 30 mai 2003 le déploiement de troupes de l'Union de l'Europe occidentale (UEO) durant 3 mois à l'Est du Congo (« opération Artémis ») en Ituri pour mettre un terme aux viols, et massacres à la limite du génocide,, crimes de guerre des populations congolaises perpétrés lors des combats opposant les milices des Forces démocratiques de libération du Rwanda (FDLR), des Interahamwe, de l'Union des patriotes congolais (UPC), du Front des nationalistes et intégrationnistes (FNI), des chefs de guerre rebelles Nkundabatware et Mutebesi du Rassemblement congolais pour la démocratie (RCD) ainsi que des armées étrangères rwandaises et ougandaises opérant sur le territoire de la république démocratique du Congo.

### Gouvernement de transition (2003-2006)
En juillet 2003, le procureur de la Cour pénale internationale (CPI) annonce l’ouverture d’une instruction sur les crimes commis en RDC depuis le 1er juillet 2002 et pouvant constituer des actes de génocide, des crimes contre l’humanité et des crimes de guerre.
Le Gouvernement de transition, composé des principaux chefs de guerre des milices impliqués dans la deuxième guerre du Congo et avec Joseph Kabila comme président, échoue dans l'accomplissement de ses missions fondamentales :
- la pacification du pays : le gouvernement échoue à neutraliser les milices de l'Union des patriotes congolais, des Forces démocratiques de libération du Rwanda (FDLR) et des Interahamwe à l'Est de la RDC[29],
- l'unification de l'armée nationale : le gouvernement échoue à intégrer l'armée nationale et refuse d'y intégrer les ex-forces armées Zaïroises[30],[31],
- l'intégration des milices du Mouvement de libération du Congo (MLC) et du RCD dans l'armée nationale : toutes les factions lors de la deuxième guerre du Congo continuent d'entretenir leurs milices respectives et refusent de les intégrer dans l'armée nationale[32],[33],
- l'organisation des élections avant le 30 juin 2006 au plus tard : les élections ne pourront pas avoir lieu avant le 30 juin 2006.

En conséquence, la MONUC doit obtenir au cours des années plusieurs augmentations de ses effectifs, pour finalement devenir la plus importante mission de l'ONU, afin de faire face à la dégradation de la situation sécuritaire des populations. La mission de la MONUC devient également de plus en plus compliquée en raison de différents scandales qui la concernent (corruption, marché noir, scandales sexuels, etc.). Elle se fait appuyer à partir de mai 2006 à Kinshasa par des troupes de l'Union de l'Europe occidentale (UEO) afin de sécuriser le processus des élections.
Le premier transfert d'un criminel de guerre de Kinshasa à La Haye, Thomas Lubanga (chef de la milice Union des patriotes congolais), afin de le faire comparaître devant la Cour pénale internationale (CPI) a lieu à la mi-2006.

## Contexte politique: l'analyse des tenants de la thèse du «double génocide»
La république démocratique du Congo (RDC) est un pays en guerre. Au-delà des multiples accords de paix et autres traités ou protocoles, conclus entre les parties belligérantes, la sécurité internationale dans l’Est du pays (Ituri, Sud-Kivu, Nord-Kivu, Province Orientale, Maniema, etc.), et dans la région des Grands lacs, continue d’être menacée.
Cette situation résulte de l’enchaînement de plusieurs facteurs qui trouvent leur dynamique initiale dans les facettes peu reluisantes du passé colonial belge.
Depuis la chute du mur de Berlin en 1989, l’affaiblissement du Zaïre de Mobutu, miné par la corruption et les dissensions politiques, a créé au cœur de l’Afrique un ventre mou, qui a permis de libérer, après avoir été longtemps plus ou moins contenues, les haines attisées par les antagonismes ethniques au Rwanda et au Burundi. Antagonismes nés de la distinction identitaire opérée entre Hutu et Tutsi par une Belgique coloniale, alors chargée de la gestion de ces territoires, à des fins purement administratives.
Plusieurs façons de voir s'affrontent alors quant aux causes des tragédies de la région et au rôle joué par le Front patriotique rwandais.
Pour certains, comme l'ancien ministre de la Défense du Président Mobutu, ainsi que les proches de l'ancien gouvernement rwandais[réf. nécessaire], le génocide des Tutsi au Rwanda apparaît comme le premier acte d’une dynamique de déstabilisation de l’Afrique centrale, qu'on soupçonne planifiée, afin d’aboutir à une reconfiguration du tracé des frontières issu initialement de la Conférence de Berlin de 1885.

Selon cette approche, cette démarche déstabilisatrice a été initiée par les « lobbies tutsis » (minoritaires au Rwanda) organisés au sein du Front patriotique rwandais (FPR), appuyés et équipés par l’administration Clinton et l’appareil militaro-industriel américain[réf. nécessaire]. Elle aurait poursuivi un double objectif: imposer le leadership politique tutsi en Afrique centrale, et élargir les frontières du Rwanda aux territoires du Nord et Sud-Kivu, afin de désenclaver un territoire trop exigu, démographiquement sous pression, et accéder à de riches ressources naturelles, dont la nature a largement dépourvu le Rwanda.
Selon les tenants de cette analyse, la mise en œuvre de ce programme, en RDC, a un prix : affaiblir par tous les moyens possibles la population congolaise, en majorité bantou, pour l’empêcher de réagir et briser en elle toute idée d’unité nationale ; ensuite, opérer un nécessaire rééquilibrage démographique au Kivu, par le biais d’un transfert massif de population rwandaise et par l’application d’une politique d’extinction programmée d’une grande partie de la population congolaise, et assurer le financement de la reconstruction du nouvel État rwandais improductif en termes de matières premières et de ressources naturelles.
C’est sur la base de cette analyse que les tenants de cette analyse parlent de « génocide congolais », mis en parallèle et symétriquement au génocide des Tutsi au Rwanda en 1994.
Toujours selon les tenants de cette approche, qui n'a été reprise ni par les historiens ni par les Nations unies, il s'agit d'un génocide perpétré insidieusement en RDC depuis 1996, pendant la première guerre et la seconde guerre du Congo — dites de « haute intensité » —, et tout au long de ces temps d’insécurité et d’instabilité que connaît encore la RDC —guerre dite de « basse intensité »—, par les autorités rwandaises et leurs complices congolais et occidentaux, sur les populations identifiées de nationalité congolaise[réf. nécessaire].

## Un génocide?
En France, l’article 2 de la Convention de 1948 pour la prévention et la répression du crime de génocide entend le génocide comme l’un des quelconques actes ci-après, commis dans l’intention de détruire, en tout ou en partie, un groupe national, ethnique, racial ou religieux comme tel.
Raphaël Lemkin ajoute qu’il s’agit, au-delà de la seule extermination physique d’une nation (massacres), d’« un plan coordonné d’actions différentes qui tendent à détruire les fondations essentielles de la vie des groupes nationaux dans le but de détruire ces groupes mêmes ».
Plusieurs groupes à travers le monde ont appelé génocide les massacres qui ont eu lieu dans cette région. Cependant aucun historien reconnu, aucune institution politique régionale ou internationale, aucune instance officielle régionale ou internationale des droits de l'homme n'a repris cette appellation. Pour l'écrivain congolais Gaspard-Hubert Lonsi Koko, dans l'ouvrage intitulé Le regard africain sur l'Europe, « si lors de la gestion léopoldienne de l’État indépendant du Congo on avait évoqué “l’holocauste oublié”, de nos jours, s’agissant des crimes contre l’Humanité commis dans la région du Kivu, on parle de “génocide ignoré” ».

### Ampleur des massacres
« Aucun conflit n'a, depuis la Seconde Guerre mondiale, fait autant de victimes mais après sept ans, l'ignorance universelle qui entoure l'échelle et les conséquences du conflit reste de mise, et l'engagement international, bien en deçà des besoins humanitaires » selon Richard Brennan de l'International Rescue Committee (IRC) - rapport IRC de janvier 2006.
D’après les plus récentes études, menées par l’organisation non gouvernementale International Rescue Committee (IRC) en janvier 2006, et Human Rights Watch (HRW) rapport annuel 2005), le bilan des civils congolais qui ont trouvé la mort, directement et indirectement, dans le cadre du conflit qui ravage la république démocratique du Congo, depuis 1996 à ce jour, s’élève à près de 4 millions d'âmes. Ce nombre, corroboré notamment par les différents rapports des Nations unies, ne tient toutefois pas compte des populations déplacées du fait des guerres, soumises à la famine généralisée, à la maladie, et aux exactions les plus intolérables perpétrées tant par les actuelles autorités de Kinshasa, que par les forces étrangères d’occupation et les milices privées à leur solde.
L'IRC a déjà mené trois études sur la mortalité en république démocratique du Congo entre 1998 et 2002. Il en résulte que le conflit au Congo est le plus meurtriers depuis la Seconde Guerre mondiale, et que le nombre de victimes est considérablement plus élevé que lors des récentes guerres et crises qui ont donné lieu à des massacres de grande ampleur telle qu'en Bosnie (environ 250 000 victimes), au Rwanda (environ 800 000 victimes tutsis et hutus), au Kosovo (environ 12 000 victimes), et au Darfour (Soudan, environ 70 000 victimes).
La quatrième étude publiée en janvier 2006 a été menée à travers tout le pays, entre avril et juillet 2004 (avec une interruption de 3 semaines cependant, lors de la mutinerie, à Bukavu, des éléments militaires congolais dirigés par les généraux Nkundabatware et Mutebesi, issus du Rassemblement congolais pour la démocratie (RCD), et soutenu par le Rwanda). 19 500 ménages ont été interrogés à cette occasion.
Les résultats sont effarants. Selon l'IRC, le coût humain dû à la guerre s'élève à 3,9 millions de personnes, rien qu’entre 1998 à 2004. Le taux de mortalité au Congo est 40 % plus élevé que la moyenne de l'Afrique subsaharienne. Il y meurt chaque mois 31 000 personnes de plus qu'avant la guerre, sur un total de 607 000 morts. La mortalité est également nettement plus élevée dans les provinces instables de l'Est du Congo (Kivu, Ituri, Maniema, Province Orientale) que dans le reste du pays.	
L'IRC affirme que cette estimation est raisonnable. En fonction des corrections, le nombre de décès s'élève au minimum à 3,5 millions, et pourrait atteindre jusqu’à 4,4 millions, la mortalité de 5 millions de Congolais n'ayant pu être vérifiée vu les poches d’insécurité persistante où l’étude n’a pu être menée.

### Viols de masse et violations graves des droits de l'homme
L'IRC considère la mortalité constamment élevée au Congo « particulièrement alarmante » ; elle indique que « les efforts nationaux et internationaux afin de réagir à la crise restent loin d'être adéquats ».
En dehors des causes naturelles, selon l’institut, 2 % des décès au sein de la population découlent directement des violences de guerre : combats, massacres, purifications ethniques, cannibalisme.
Et 50 % des décès, aussi bien dans les zones à l'Est qu'à l'Ouest, résultent quant à eux, des conséquences de la guerre, c’est-à-dire de l’effet de la malnutrition et de la sous-alimentation, mais aussi des pandémies. Selon l'IRC, la plupart des décès sont liés à « des maladies faciles à prévenir et à guérir » : fièvre, malaria, diarrhée, affections respiratoires. La résurgence de maladies depuis longtemps circonscrites dans ce pays est éloquente sur les conditions sanitaires endurées par les populations.
L’accès aux soins de santé reste précaire, tant en ville qu’en province. Il est même illusoire dans certaines régions presque inaccessibles du pays.
Sous cet angle, en dépit de la mise en place des institutions de la transition en juin 2003 et au-delà des discours rassurants de la communauté internationale, la situation sanitaire et financière de la RDC ne cesse de s’aggraver depuis 1997.
Les organisations non gouvernementales Human Rights Watch et Amnesty International, entre autres, ont régulièrement dénoncé, ces dernières années, l’usage systématique du viol comme arme de destruction de la cellule familiale, socle de la société congolaise.
Selon Amnesty International, « Le conflit en RDC a été particulièrement marqué par l’usage systématique du viol comme arme de guerre. Comme l’histoire humaine le montre tragiquement, le viol suit toujours de près les conflits, mais en RDC, il a été manifestement utilisé par des groupes armés comme l’une des armes principales contre leurs adversaires et la population civile. Dans l’est de la RDC, des membres de groupes armés ont violé des dizaines de milliers de femmes, dont des fillettes ou des femmes âgées, ainsi qu’un certain nombre d’hommes et de jeunes garçons, afin de terroriser, d’humilier et de soumettre les populations civiles ».
« En RDC, le viol en masse a contribué à répandre délibérément le virus VIH, ce qui devrait avoir des conséquences catastrophiques pour l’avenir sanitaire du pays. Le Programme national de lutte contre le SIDA en RDC estime que le taux d’infection a atteint 20 % dans les provinces de l’est, et que le virus pourrait menacer plus de la moitié de la population dans la décennie à venir. Selon certains experts, le taux de prévalence réel du VIH dans l’est de la RDC pourrait être bien plus élevé. Dans un pays situé au cœur d’un continent décimé par le SIDA, ce phénomène aura de graves implications sur la capacité de la RDC à surmonter son histoire récente, marquée par la guerre.
Les femmes sont plus affectées par le SIDA ; selon l’ONUSIDA, les jeunes femmes ont trois fois plus de chances de vivre avec le VIH/SIDA que les jeunes hommes. Là où le SIDA est une conséquence du viol, l’effet sur les femmes est catastrophique. Les personnes ayant subi un viol sont souvent abandonnées par leurs familles et leurs communautés, obligées de quitter leur domicile et laissées dans la pauvreté. Les victimes de viol en RDC souffrent fréquemment d’autres blessures et maladies.
L’infrastructure sanitaire de la RDC s’est totalement effondrée. Les combattants ont délibérément visé les centres médicaux et les hôpitaux, en attaquant, pillant et détruisant nombre d’entre eux, forçant les blessés et les malades à fuir. Les structures médicales subsistantes, surpeuplées, manquent d’hygiène et des moyens élémentaires, comme l’eau, l’électricité ou le matériel de stérilisation. »
Le New-York Times, le 7 octobre 2007, tire un cri d'alarme en parlant « d’épidémie de viols au Congo. » Les Nations-Unies rapportent que 27 000 agressions sexuelles furent commises en 2006 dans la seule province du sud Kivu et qu'il ne doit s'agir que d'une fraction du nombre total d'agression commises dans tout le pays. « La violence sexuelle au Congo est la pire qui soit dans le monde entier », dit John Holmes, le sous secrétaire général pour les affaires humanitaires des Nations-Unies.
Selon cet article, le système judiciaire et l'armée fonctionnent à peine, et des officiels des Nations-Unies disent que les troupes gouvernementales congolaises sont parmi les premiers responsables des viols. De larges régions du pays, surtout dans l'est, sont des zones dépourvues de toutes formes d'autorités dans lesquelles les civils sont à la merci de groupes lourdement armés qui ont fait de la guerre une raison de vivre. Selon les victimes, un des derniers groupes est appelé les Rastas. Des officiels des Nations-Unies disent que ces Rastas sont d'anciens membres des milices Hutues qui ont fui le Rwanda après y avoir commis le génocide en 1994.
Ces attaques continuent malgré la présence d'une force de l'ONU de 17 000 hommes sur le terrain, ce qui en fait la plus grande force de maintien de la paix des Nations-Unies dans le monde.
Personne - docteur, travailleurs des ONG, chercheurs congolais et occidentaux - ne peut expliquer la raison de ces violences. Selon Wilhelmine Ntakebuka, qui coordonne un programme sur les violences sexuelles à Bukavu, le problème n'est pas culturel : « Si cela était le cas, ceci se serait manifesté depuis beaucoup plus longtemps ». « L'épidémie de viol semble avoir démarré au milieu des années 1990. Cela coïncide avec la vague de miliciens Hutus qui s'échappèrent dans les forêts congolaises après avoir exterminé 800 000 Tustis et Hutus modérés pendant le génocide du Rwanda il y a 13 ans ».
M. Holmes dit qu'alors que les troupes gouvernementales peuvent avoir violé des milliers de femmes, les plus vicieuses attaques ont été conduites par des milices hutues. « Ce sont des personnes qui ont participé au génocide et qui ont été alors détruites psychologiquement ».

### Utilisation des enfants soldats
Dès la première guerre africaine de 1996, des enfants soldats congolais, plus communément appelé kadogo, constituaient déjà le plus gros des effectifs de l’AFDL, soutenue et équipée par le Rwanda du Général Paul Kagame[réf. nécessaire]. Selon Amnesty International, des enfants soldats sont recrutés de force par toutes les parties en conflit (milices armées, forces armées « officielles », etc.) : « Des dizaines de milliers d’enfants, filles comme garçons, parfois âgés de moins de dix ans, combattent dans les rangs des milices et des forces armées de la république démocratique du Congo (RDC). Dès leur recrutement, ces enfants sont victimes d’une longue série d'atteintes à leurs droits fondamentaux, notamment d’actes de torture, de viols et de meurtre.
Nombre de ces enfants ont été recrutés de force, enlevés sous la menace d'une arme à feu alors qu'ils jouaient dans leur quartier, ou encore chez eux ou à l’école, tandis que leurs parents ou professeurs assistaient impuissants à la scène. D’autres se sont enrôlés volontairement, en quête d’une protection douteuse et d’un moyen de survivre parmi les décombres d’un pays ravagé par des années d’une guerre quasi ininterrompue. Beaucoup ont expliqué qu’ils s’étaient enrôlés après que leur famille eut été tuée ou déplacée.
Une fois recrutés, les enfants sont généralement envoyés dans des camps d'entraînement, où ils sont entraînés au combat et endoctrinés. Dans ces camps, ils endurent des conditions très éprouvantes et sont victimes de violences effroyables, telles que les passages à tabac réguliers, le meurtre, le viol et d’autres formes de violence sexuelle. Des centaines d’enfants seraient morts au cours de leur entraînement.
Au terme de cette période d’entraînement, nombre d’enfants sont envoyés au combat, sur le front. Ils sont bien souvent considérés comme de la simple chair à canon par leurs commandants, qui les poussent vers l’avant afin qu’ils essuient les tirs de l’ennemi. Les filles sont couramment exploitées sexuellement ou violées par leurs commandants ou d'autres soldats adultes.
En outre, les enfants soldats sont contraints de perpétrer des atteintes aux droits humains, notamment des viols et des meurtres, contre des soldats ennemis et des civils. Certains ont dû tuer des membres de leur propre famille.
Pour ceux qui survivent à cette existence au sein des forces armées, le sentiment de perte et le traumatisme engendré par les actes dont ils ont été témoins ou qu’ils ont commis ont des effets extrêmement graves et durables sur leur santé physique et psychique. Brutalisés et profondément traumatisés par ce qu'ils ont enduré, beaucoup sont sans cesse hantés par les souvenirs des violences auxquelles ils ont assisté ou qu'ils ont commises sous la contrainte. Quant aux filles soldats, outre la brutalité et le traumatisme provoqué par le viol, cette agression sexuelle entraîne fréquemment de graves lésions physiques et une grossesse forcée, ainsi que la contagion par le VIH ou d'autres maladies sexuellement transmissibles. »